# Independência galesa
A independência galesa é um ideal político defendido por parte da população do País de Gales que deseja que este proclame sua independência do Reino Unido e se torne um Estado nacional autônomo. Esta ideologia é promovida principalmente pelo Plaid Cymru, partido nacionalista galês.

## História

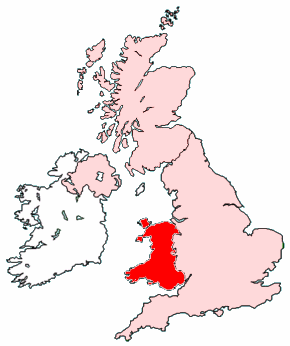
Localização de Gales no Reino Unido.

Os galeses se tornaram cultural e politicamente distintos de outros grupos britânicos durante a Alta Idade Média. Após a conquista normanda da Inglaterra em 1066, os normandos penetraram no País de Gales e gradualmente passou a controlar partes daquela região. A morte de Llywelyn ap Gruffydd em 1282 levou à conquista do reino independente de Gales por Eduardo I de Inglaterra. Os galeses se revoltaram contra a dominação inglesa várias vezes ao longo dos anos seguintes, a última delas sendo a revolta de Glyndŵr de 1400–15. No século 16, Henrique VIII, ele próprio de ascendência galesa, instituiu os Atos das Leis em Gales 1535-1542 com o objetivo de incorporar Gales plenamente ao Reino da Inglaterra. Durante séculos, a união era considerada vantajosa para o País de Gales, uma vez que oferecia oportunidades para a nobreza rural galesa, cujos membros poderiam se tornar juízes de paz e membros do Parlamento de Westminster.
Segundo a Enciclopédia de Gales, o ideal de que o País de Gales deveria formar um Estado-nação independente teria se originado em meados do século XIX (o primeiro registro de uso da palavra galesa para nacionalismo – cenedlaetholdeb – data de 1858). A Lei de Fechamento das Casas Públicas aos Domingos de 1881 foi a primeira legislação a reconhecer que Gales possuía um caráter político-jurídico distinto do restante do Estado inglês. Em 1886, Joseph Chamberlain propôs uma "Liga de Autogoverno" para as nações que compunham o Reino Unido e, naquele mesmo ano, o Cymru Fydd (Movimento Jovem do País de Gales) foi fundado para promover a causa. No entanto, a meta do grupo era o estabelecimento de uma assembleia em Gales, ao invés da fundação de um Estado totalmente independente. O movimento se dissipou em 1896 em meio a rivalidades pessoais e desentendimentos entre representantes das diversas regiões do País de Gales.
Houve pouco interesse da política tradicional na Liga de Autogoverno após a Primeira Guerra Mundial. O foco da política nacionalista galesa, a partir de 1925, passou a ser o então recém-fundado Plaid Cymru, embora este só tenha conseguido seus primeiros avanços eleitorais no final dos anos 1960. Em 1956, uma petição com 250.000 nomes pedindo o estabelecimento de um parlamento em Gales produziu poucos resultados, mas a declaração de Cardiff como a capital do País de Gales em 1955, a nomeação de um Secretário de Estado para Gales pelo governo do Partido Trabalhista em 1964, a criação de um Gabinete de Gales em 1965 e a revogação do Ato de Gales e Berwick de 1746 – que definia a "Inglaterra" como sendo composta pelos territórios da Inglaterra, de Gales e da cidade escocesa de Berwick-upon-Tweed – pareciam demonstrar um crescente ímpeto nacionalista. No entanto, a derrota da proposta de uma Assembleia galesa num referendo realizado em 1979 pelo governo trabalhista sugeriu que a grande maioria dos habitantes de Gales não tinha a vontade de ver o seu país ter um futuro nacional.

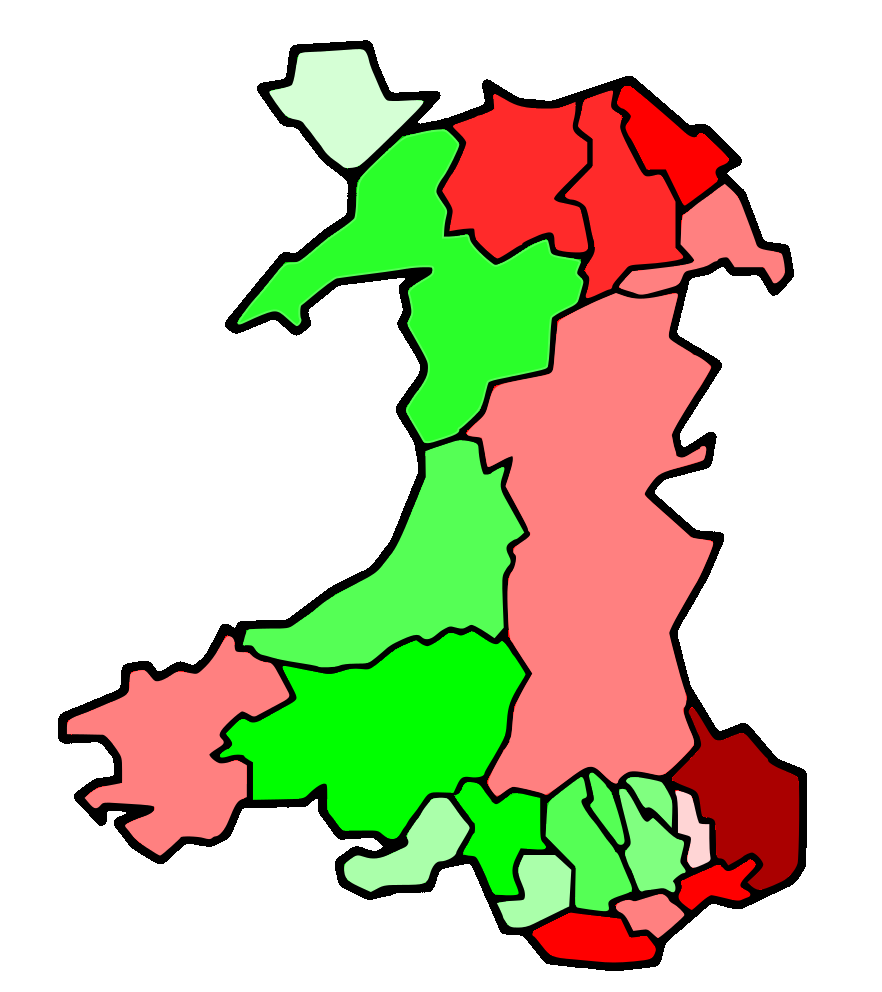
Resultado do referendo de 1997. Em verde, regiões onde a maioria dos eleitores votaram pelo estabelecimento da Assembleia galesa. Em vermelho, as regiões onde a maioria dos eleitores votaram contra.

Na década de 1980, a reestruturação econômica e as reformas de mercado do Thatcherismo trouxe problemas sociais para partes do País de Gales, até então descrito como tendo "o maior setor público a oeste da Cortina de Ferro". Uma sucessão de Secretários de Estado não-galeses no governo do Partido Conservador a partir de 1987 foi descrita pelos nacionalistas como sendo uma política "colonial" e um indicativo do "déficit democrático" britânico para a região. No início da década de 1990, o Partido Trabalhista se comprometeu com a questão da autonomia da Escócia e de Gales, sendo eleito em 1997 com um manifesto que prometia a realização de referendos sobre a instalação de um Parlamento escocês e de uma Assembleia galesa.
A Assembleia Nacional do País de Gales foi aprovada por uma pequena margem no referendo de 1997. O clima político era muito diferente daquele de 1979, com uma nova geração de deputados galeses em Westminster e um amplo consenso sobre a questão da língua galesa, que anteriormente representava uma divisão na questão da autonomia de Gales. No entanto, de acordo com o comentarista político Denis Balsom, o sentimento público era de que a criação da Assembleia era "desnecessária" após a eleição de um governo trabalhista "progressista", liderado por Tony Blair. Estes sentimentos conflitantes teriam refletido no baixo comparecimento às urnas e na estreita vitória dos defensores do "sim". Desde 1997, há evidências de maior apoio e confiança na Assembleia galesa. Num referendo realizado em 2011, onde estava em questão se a Assembleia Nacional de Gales deveria receber novos poderes, 63,49% dos eleitores votaram "sim".
Em 2019, nasceu a associação apartidaria YesCymru, que promove a indepedencia do país.